# Cràmbids
Els cràmbids (Crambidae) són una família de lepidòpters ditrisis de la superfamília dels piraloïdeus (Pyraloidea). Els seus membres tenen una aparença molt variable; la subfamília Crambinae adopten una postura amb les ales plegades que les fa poc visibles. En classificacions antigues, els cràmbids han estat tractats com una subfamília dels piràlids.

## Subfamílies
- Exsilirarcha Salmon & Bradley, 1956 (incertae sedis)
- Acentropinae Stephens, 1836
- Crambinae Latreille, 1810
- Cybalomiinae Marion, 1955
- Glaphyriinae W. T. M. Forbes, 1923 (= Evergestinae Marion, 1952, Noordinae Minet, 1980)[2]
- Heliothelinae Amsel, 1961
- Linostinae Amsel, 1956
- Midilinae Munroe, 1958
- Musotiminae Meyrick, 1884
- Odontiinae Guenée, 1854
- Pyraustinae Meyrick, 1890
- Schoenobiinae Duponchel, 1846
- Scopariinae Guenée, 1854
- Spilomelinae Guenée, 1854 (= Wurthiinae Roepke, 1916)

## Relació amb els humans
L'arna del jacint d'aigua Niphograpta albiguttalis es fa servir per controlar el seu hoste (Eichhornia crassipes) a Florida. Acentria ephemerella és un agent de control biològic contra Myriophyllum spicatum. Les larves o erugues dels cràmbids típicament barrinen les plantes herbàcies de la família de les poàcies. Per això tenen l'estatus de plagues agrícoles. El barrinador europeu del blat de moro, Ostrinia nubilalis també va ser introduït als Estats Units. Altres espècies inclouen:
- Pyrausta aurata
- Chilo partellus
- Chilo suppressalis, Àsia
- Crambus spp.
- Duponchelia fovealis
- Diatraea saccharalis, barrinador de la canya de sucre
- Maruca spp., barrinador dels fesols
- Scirpophaga innotata, barrinador de la planta d'arròs
- Diatraea grandiosella,
- Desmia maculalis, barrinador de la vinya

## Galeria d'imatges

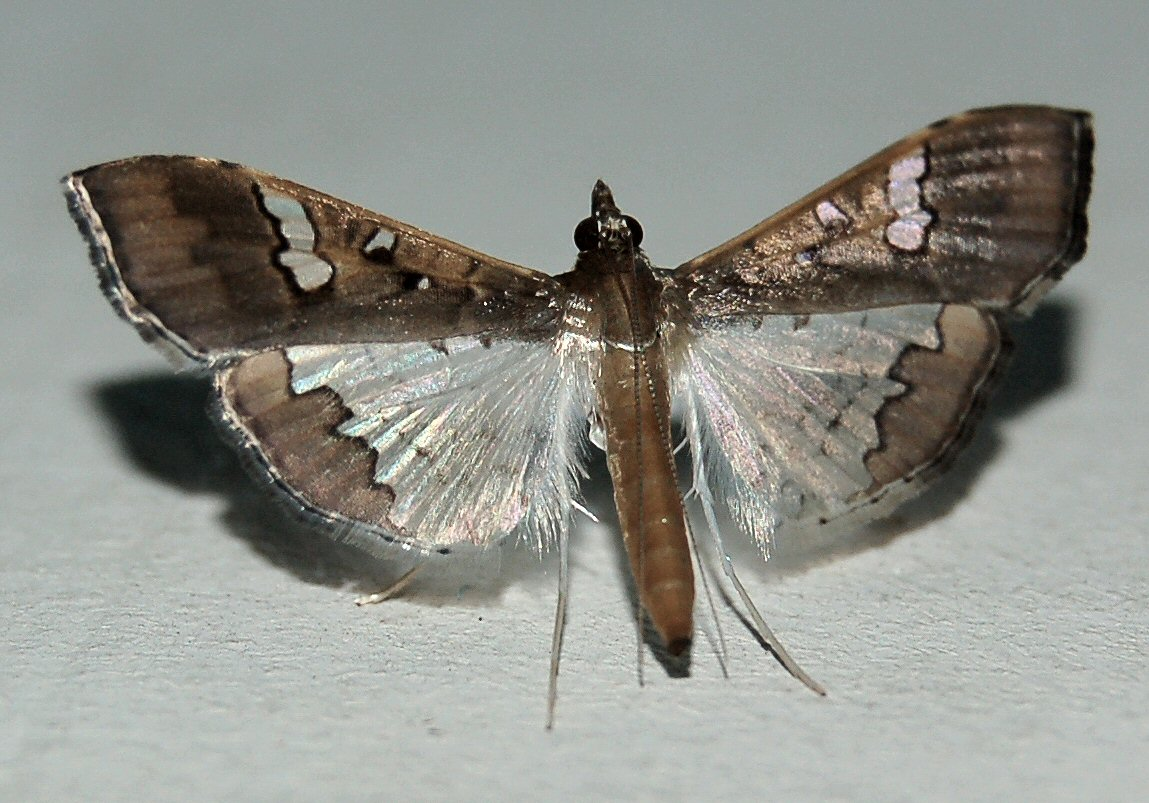
Maruca vitrata
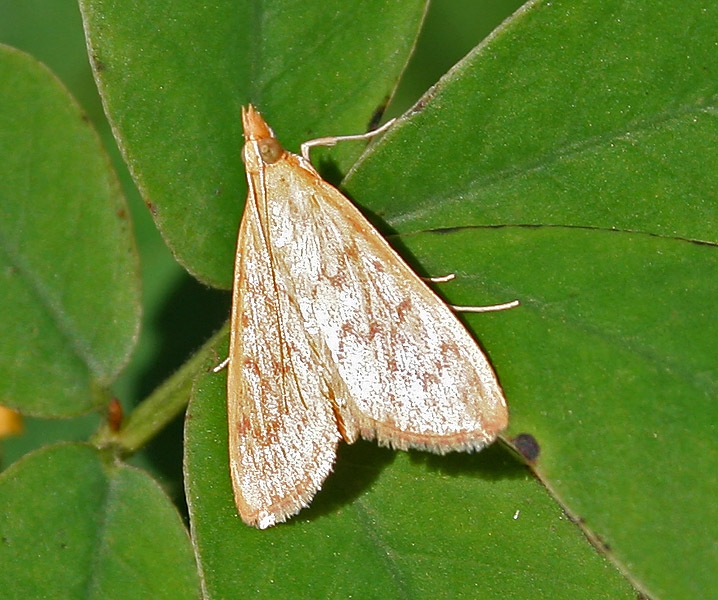
Spilomelinae sp.
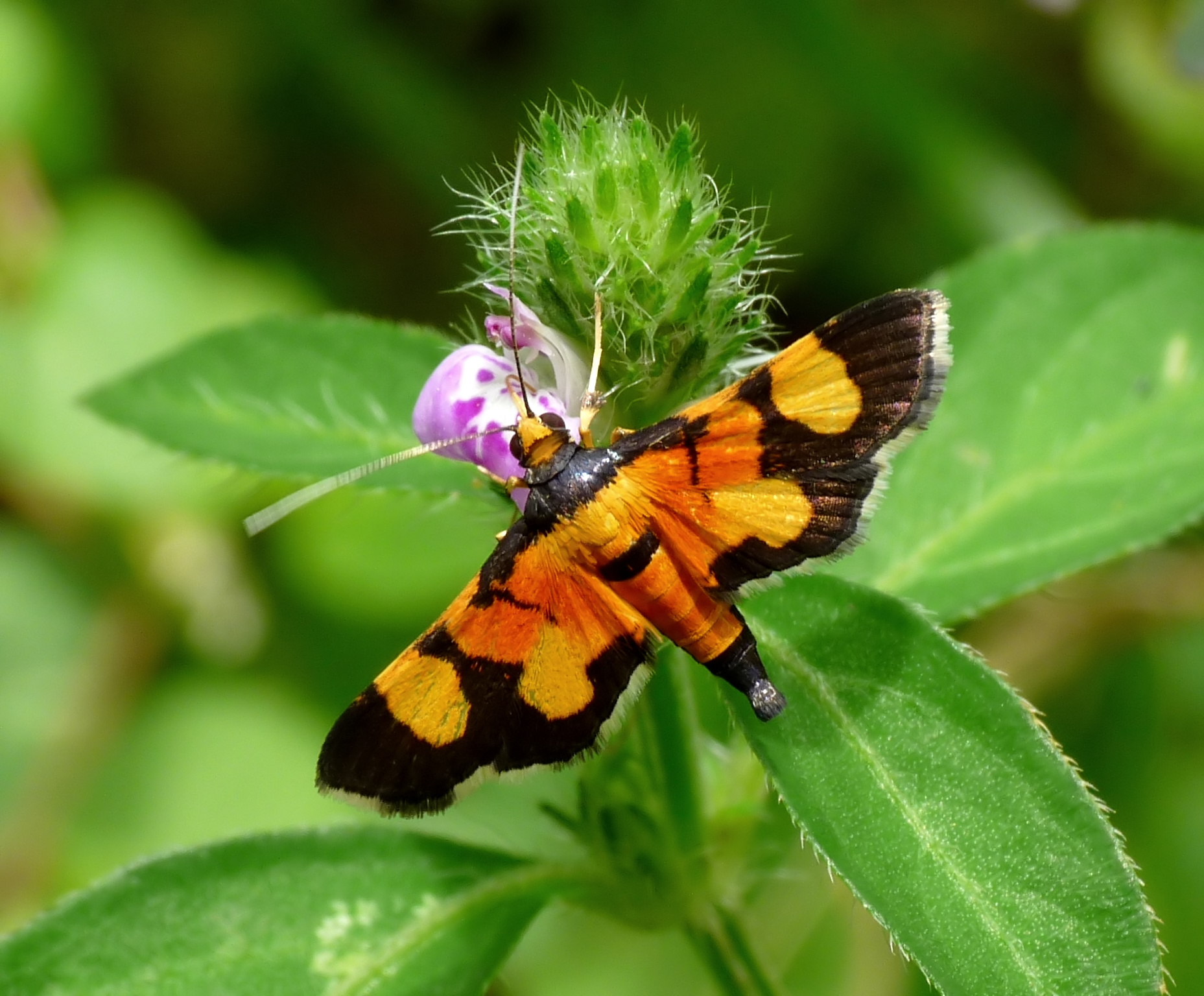
Aethaloessa calidalis
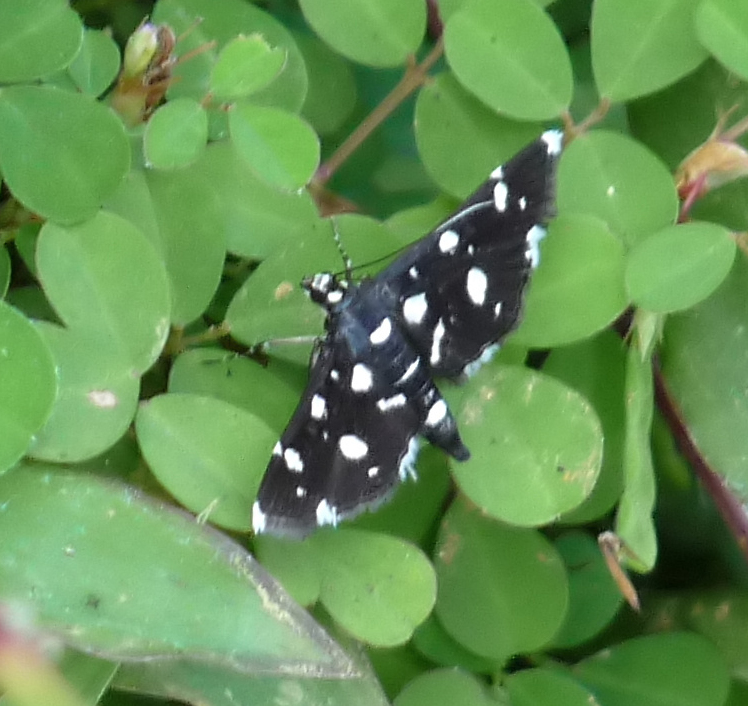
Bocchoris inspersalis sobre un Desmodium triflorum